# أولاد سيدي عبد الله الجامع (أولاد اتميم)
أولاد سيدي عبد الله الجامع هو دُوَّار يقع بجماعة سيدي عبد الله، إقليم الرحامنة، جهة مراكش آسفي في المملكة المغربية. ينتمي الدوّار لمشيخة أولاد اتميم التي تضم 19 دوار. يقدر عدد سكانه بـ 26 نسمة حسب الإحصاء الرسمي للسكان والسكنى لسنة 2004.

## روابط خارجية
- البوابة الوطنية للجماعات الترابية
- المندوبية السامية للتخطيط